# Kanton La Souterraine
La Souterraine is een kanton van het Franse departement Creuse. Het kanton maakt deel uit van het arrondissement Guéret.

## Gemeenten
Het kanton La Souterraine omvatte tot 2014 de volgende 10 gemeenten:
- Azerables
- Bazelat
- Noth
- Saint-Agnant-de-Versillat
- Saint-Germain-Beaupré
- Saint-Léger-Bridereix
- Saint-Maurice-la-Souterraine
- Saint-Priest-la-Feuille
- La Souterraine (hoofdplaats)
- Vareilles

Door de herindeling van de kantons bij decreet van 17 februari 2014, met uitwerking op 22 maart 2015, werden de drie volgende gemeenten aan het kanton onttrokken en bij het kanton Dun-le-Palestel gevoegd : Azerables, Bazelat en Saint-Germain-Beaupré.